# روبرتو أغيري سوليس
روبرتو أغيري سوليس (بالإسبانية: Roberto Aguirre Solís)‏ هو سياسي مكسيكي، ولد في 28 أبريل 1957 في المكسيك. حزبياً، نشط في حزب العمل الوطني. وقد انتخب عضو مجلس النواب المكسيك.